# Never Trust a Pretty Face
Never Trust a Pretty Face – album francuskiej piosenkarki Amandy Lear, wydany w 1979 roku.

## Ogólne informacje
Never Trust a Pretty Face był trzecim albumem Amandy Lear nagranym wspólnie z producentem Anthonym Monnem. Większość tekstów napisała sama piosenkarka, a za brzmienie utworów – podobnie jak w przypadku poprzednich albumów – odpowiedzialny był Monn. Całość została utrzymana w modnym wówczas stylu disco, choć na płycie znalazły się także refleksyjne ballady.
Do niektórych wydań płyty dołączony był plakat, na którym widniało powiększone zdjęcie z okładki. Wizerunek ten przedstawiał Amandę na egipskiej pustyni, jako stworzenie ze skrzydłami anioła i ogonem węża. W niektórych krajach wydano nieco zmienione wersje albumu. We Francji piosenka "Lili Marleen" miała niemiecko-francuskie słowa, a w USA wydano na płycie "Miroir" po angielsku.
Płyta okazała się sukcesem w Europie, głównie dzięki hitowym singlom "Fashion Pack" oraz "The Sphinx". Jest uznawana za jedno z najambitniejszych dokonań muzycznych gwiazdy.
Album został wydany tylko na winylu i kasecie magnetofonowej. Nie ukazał się jeszcze na krążku CD. Obecnym właścicielem nagrań jest firma Sony BMG Music Entertainment. Nie jest znana data wydania albumu na płycie kompaktowej przez tę wytwórnię.

## Lista utworów
Strona A:
| 1. | "Fashion Pack"              | 5:05  |
|    |                             |       |
| 2. | "Forget It"                 | 4:10  |
|    |                             |       |
| 3. | "Lili Marleen"              | 4:40  |
|    |                             |       |
| 4. | "Never Trust a Pretty Face" | 4:45  |
|    |                             |       |
|    |                             | 18:40 |
|    |                             |       |
Strona B:
| 1. | "The Sphinx"              | 4:20  |
|    |                           |       |
| 2. | "Black Holes"             | 5:00  |
|    |                           |       |
| 3. | "Intellectually"          | 4:15  |
|    |                           |       |
| 4. | "Miroir"                  | 2:00  |
|    |                           |       |
| 5. | "Dreamer (South Pacific)" | 5:10  |
|    |                           |       |
|    |                           | 20:45 |
|    |                           |       |

## Pozycje na listach
| Kraj    | Pozycja |
| ------- | ------- |
| Francja | 8       |
| Niemcy  | 24      |
| Szwecja | 20      |

## Single z płyty
- 1978: "The Sphinx"
- 1979: "Fashion Pack"
- 1979: "Lili Marleen" (singel promocyjny)